# 大平ひかる
大平 ひかる（おおひら ひかる、2002年7月23日 - ）は、日本のタレント、モデル、実業家、リングアナウンサー。アイドルグループである3B junior、マジェスティックセブン、アメフラっシ（現 AMEFURASSHI)、A♡Zの元メンバー。株式会社Queencard代表取締役。大平正芳元総理の曾孫。
青山学院大学文学部比較芸術学科に在学中。東京都出身。ファッション関係のオリジナルブランドであるBrilyの代表で立上げから展開を行なっている。

## 略歴
- 2009年 - 小学1年生の時に面接を受け合格し、スターダストプロモーションに入所[4]。
- 2011年12月15日 - 読売KODOMO新聞の新規連載企画である「GO!5スイーツ」に第一回からレギュラーとして出演を開始。お菓子作りの様子やコメントが掲載される。

2014年
- 1月4日 - スターダストプロモーション芸能3部による、俺の藤井2014に、チームホタルイカの一員として出演。アイドルとしてこれが初の舞台となった。

（以上まで、芸名は「ひかる」での出演。以降は3B juniorのメンバーとなり「大平ひかる」で出演。）
- 11月8日 - フジテレビ系音楽番組「MUSIC FAIR」にももいろクローバーZのバックダンスで出演。TV出演の仕事はこれが初となった[5]。
- 11月24日 - ももいろクローバーZのライブである、「女祭り2014 ～Ristorante da MCZ」の男性限定ライブビューイング「女祭り2014 メンズ限定非公式のぞき見大会『サンクチュアリ』」（場所：東京国際フォーラム）のオープニングアクトで、3B juniorとしての初お披露目を果たす[6]。

2015年
- 1月8日 - スターダストプロモーション芸能3部による、ふじいとヨメの7日間戦争にて、3B junior初の単独公演となる「俺の3B junior in 日本青年館（スタート）」に出演。
- 5月9日 - 3B junior 第二回定例公演で定例公演（場所：埼玉県所沢市・西武園ゆうえんち）に初出演。定例公演の第一回目は同年4月25日であったが風邪の為欠席した。
- 7月11日 - 3B junior内の7人組ユニットであるマジェスティックセブンが結成され、その一員となることが第6回定例公演内で発表となる。
- 8月14日 - 3B junior初の単独ホールコンサートである「3B junior 浅草大歌謡ショー」（場所：東京都台東区・浅草公会堂）に出演。
- 9月19日 - 3B junior初のフリーライブツアー「東京湾」にマジェスティックセブンのメンバーとして参加。2015年9月19日のイオンモール成田(千葉県成田市)にてツアー初出演。
- 12月27日 - 3B junior初のクリスマスコンサート「3B junior季節外れのX’mas party『のんびりサンタさんがやってきた』」（場所：品川ステラボール）に出演。直前に眼の疾病を患い[7] 出演が懸念されていたが、当日元気な姿で登場し、自己紹介の場面ではファンからの大きな喝采を浴びた。また、このコンサートではマジェスティックセブン初のオリジナル曲である「未知とのSo Good!!」が発表された[8]。

2016年
- 2月6日 - マジェスティックセブン初の対バンライブとなる、Level Girls vol.05（H.I.P.主催、場所：新宿BLAZE）[9] にメンバーとして出演。
- 5月29日 - 3B juniorのフリーライブツアー「関東平野」の内の一日として、マジェスティックセブン初の単独ライブが開催され（場所：千葉県船橋市・西武百貨店船橋店）、メンバーとして出演。
- 6月19日 - 3Bjuniorのフリーライブツアー「関東平野」のファイナル(場所：東京都江東区・ららぽーと豊洲)に出演。
- 7月2日 - 音楽フェスティバルである「アイドル横丁夏まつり!!〜2016〜」(場所：横浜市・赤レンガパーク)にマジェスティックセブンのメンバーとして出演。マジェスティックセブンにとっては初のフェス出演であった。
- 8月24日 - 情報サイトの HUSTLE PRESS 内の連載特集記事である「おっかけ！3B junior」[4] に単独で登場し、写真とインタビュー記事が掲載された。
- 12月24日 - ももいろクローバーZ・ももいろクリスマス2016「真冬のSUN SUNサマータイム」の外周テーマパークである「てまきパーク」で行われたてまきプロレスにおける、プロレスの解説をゲスト解説者として初めて行う。実況・解説は清野茂樹、小島和宏。

2017年
- 1月28日 - マジェスティックセブン初の有料単独ライブ「宇宙の平和を守るため歌って踊ってたたかうライブ」が開催され（場所：東京都新宿区・新宿Cat's hole）、メンバーとして出演。
- 5月15日 - HUSTLE PRESSが月ごとに発行している冊子「3B junior 原色図鑑」シリーズで、塚本颯来とのダブル表紙という形で「3Bjunior原色図鑑 2017 MAY 塚本颯来＆大平ひかる」が発売された。
- 8月30日 - 「3B junior 春の全力レビュー2017 遥かなるアポロンの彼方へ Live Blu-ray」（販売元：ポニーキャニオン）が発売となる。所属グループのタイトルで発売された映像作品としては初の出演作品となった。

2018年
- 7月25日- 女子プロレスリングの試合である「SEAdLINNNG〜SUMMER BLAST 2018〜」が後楽園ホール（場所：東京都文京区）で行われ、その特別リングアナウンサーを務めた。スターダストプロモーションのイベント内を除いては、これがプロレスのリングアナウンサーとして初の仕事となった。
- 10月8日 - 単独ライブ、「マジェスティックセブン『完』」（場所：東京都渋谷区・TSUTAYA O-Crest）でマジェスティックセブンとしての活動の終了が発表され、これにより3B junior内のユニットであるマジェスティックセブンのメンバーではなくなった。
- 11月3日 - アメフラっシ結成に参加。

2019年
- 11月2日 - 同年12月14日のライブをもってアメフラっシを脱退することを表明。
- 12月14日 - 西武園ゆうえんち内ミライセンシ前にてアメフラっシLIVE「「未来戦士」～大平ひかるラストライブ～」を開催。このライブをもってアメフラっシを脱退した。

2020年
- 2月9日 - 本人セルフプロデュースのイベントにて、オリジナルのファッションブランドであるBrilyの立上げか発表された。また、初めての同ブランド商品が同日より販売された。
- 5月5日 - 「ひっか」としてTEENSモデルに加入。
- 9月21日 - TEENS Channelで配信された特番にて、「女子高生ミスコン2020」ファイナリストに選出されたことが発表された[10]。
- 12月20日 - 「女子高生ミスコン2020」にてグランプリを受賞[11]。

2021年
- 2月18日、「HIKKA」としてスターダム公式マスコットガールに就任[12]。
- 4月24日、JCミスコン2020・女子高生ミスコン2020のファイナリストによって結成されたガールズユニット「A♡Z」としてデビュー。[13]。SNSをメインとしたグループ活動に参加していたが、同年6月14日発売のTEENS Magazineに掲載されたグループの特集記事に大平の名前はなく、その後ホームページから公式プロフィールが削除された。

2023年
- 7月8日、青山学院大学在学1年から4年生の応募者で争われる「ミス青山コンテスト2023」のファイナリストに選出されたことが発表された[14]。
- 10月28日、「ミス青山コンテスト2023」にてグランプリを受賞[15]。
- 12月19日、株式会社Queencardを設立[16]。

2024年
- 3月5日、2023年度の各大学のミスコンでグランプリか準グランプリを受賞した応募者で争われる「Miss of Miss Campus Queen Contest 2024」にてファイナリストに選出された[17]。
- 3月12日、「MISS OF MISS CAMPUS QUEEN CONTEST 2024」にてグランプリを受賞し、ミスコンを三冠制覇した[18]。
- 4月15日、新プロレス団体「マリーゴールド」の設立記者会見にて司会進行を担当[19]。同団体ではリングアナウンサーを務める[20]。

## 人物
- スターダストプロモーションでのオーディションでは「愛をこめて花束を」を歌唱したとのエピソードがある。尚、この歌は、2015年の13歳の生誕をお祝いした第6回定例公演の中でも独唱を披露している。2016年の生誕はUSTREAMの生放送でAAAの「Lil'infinity」、8月20日の3B junior第17回定例公演ではEvery Little Thingの「Fragile」を歌唱した。
- 3B junior加入以前の芸名は「ひかる」であった。
- ニックネームは「ひっか」。3B juniorの活動開始当初は、ひっかの他、「ひかるん」、「ひーちゃん」とも呼んでくださいとブログで語っていたが、その後すぐに「ひっか（HIKKA)」が定着して現在に至っている。ひっかというニックネームの由来は、女子プロレスラーの藤本つかさである。藤本つかさと会食した際に、藤本つかさが自身のニックネームである「つっか」に因んで「ひっか」と呼んだことからとの由来をブログで語っている[21]。
- 趣味はプロレス（特に女子プロレス）[22]。女子プロレス界とは家族ぐるみでの付き合いもあり、その熱心なファンぶりと知識は相当のものである。女子プロレスラーの世IV虎(世志琥)、ケリー・スケーター、中川ともか、松本浩代、藤本つかさ等とは直接の交友もある[23][24]。また、プロレス雑誌である「週刊プロレス」を愛読しており、小学4年生の時に「社会科の工業製品調べ」という課題で、ベースボール・マガジン社を訪問し、週刊プロレスを取材したことがブログで語られている[25]。
- 幼稚園から青山学院に通っている[26]。
- 特技は歌、ダンス[1]。
- 憧れの人物は、テリ・emma・玉城ティナ[27]。
- 習い事及び部活において、バレエ（4歳〜10歳）・ピアノ（4歳〜6歳）・ダンス（小1〜小6）の経験がある[4]。
- 好きな食べ物はステーキ、アサイーボウル[1]。ケーキやアイス(特にストロベリー味)も好きで、しばしばブログにスイーツ等の話題が語られている。
- 将来の夢は、プロレスのリングアナウンサーをやること、後楽園ホールでライブをすること、モデル、ファッション系で自分のブランドを立ち上げること等。10年後（2015年時点）の自分については、シンガーソングライターになっていたいと語っている[28]。尚、リングアナウンサーの夢は、2018年7月25日に後楽園ホールで行われた、「SEAdLINNNG〜SUMMER BLAST 2018〜」の試合にて実現した。以降も不定期でリングアナを務め、2024年からはマリーゴールドのリングアナに就任した。
- 誕生日に因んで「23」が好きで、「23」グッズやTシャツを集めていると公式生写真のコメントに記しており、マリーゴールドの背番号も「23」を選んだ[29]。

## スターダストプロモーション時代の活動
- 3B junior内のユニットでは、マジェスティックセブンに約3年間、その後、アメフラっシに約1年間、メンバーとして活躍した[30]。
- マジェスティックセブンでは、ファンの手拍子に合わせ、「ぴかぴかひかる（ひっか！） 人見知りな（ひっか！）  プロレス大好き（ひっか！） そんな私は（ひっか！）」と自己紹介していた[31]。
- 3B juniorの定例公演におけるハロウィンパーティーでは、おしゃれなピエロ（2015年）、トイ・ストーリーのウッディ・プライド（2016年）に仮装して登場した。

## 出演
3B juniorの他メンバーとの共演を除く

### 新聞
- 読売新聞系の読売KODOMO新聞の連載企画「GO!5スイーツ」（2011年12月15日 - ）の第一回連載よりレギュラーで出演（現在は既に出演は終了しているが、連載企画は継続している）[32][33]。

### 書籍
- インターネットの情報サイト、HUSTLE PRESSが月ごとに発行している冊子「3B junior 原色図鑑」シリーズの2017年5月号として、「3Bjunior原色図鑑 2017 MAY 塚本颯来＆大平ひかる」刊行。

### 雑誌
- TEENS Magazine（2020年6月4日・12月17日、文友舎） - TEENS専属モデルとして

### PV・MV
- BUMP OF CHICKENのオリジナル楽曲「宇宙飛行士への手紙」（2010年10月13日リリース）のPVに子役として出演。

### ラジオ
- オトナの自由時間 銀座BODYSLAM BOYS（2015年7月8日放送）

### 動画配信
- LoGiRL 川上アキラの人のふんどしでひとりふんどし（2017年3月7日放送、テレ朝動画）
- TEENS Channel（2020年5月10日 - 2021年3月2日、不定期出演、YouTube） - TEENS 専属モデルとして

### その他
- ももいろクローバーZ・ももいろクリスマス2016「真冬のSUN SUNサマータイム」・外周テーマパークである「てまきパーク」で行われたてまきプロレスにおける、プロレスのゲスト解説（2016年12月24日）